# Морская блокада Юга
Морская блокада Юга — политическая, военная и экономическая акция властей Соединённых Штатов Америки против Конфедерации во время Гражданской войны в США. Блокада являлась частью плана «Анаконда» и была поддержана практически всеми властями Севера. Гедеон Уиллес, морской секретарь США, считал блокаду весомым вкладом ВМС США в войну против Юга.
Морская блокада была установлена вдоль восточного побережья КША. Её целью было отрезать морское сообщение Конфедерации в первую очередь с такими европейскими странами, как Франция и Великобритания, а также предотвратить ввоз товаров по морю на Юг. Для облегчения блокады северяне разделили всё побережье на четыре зоны, в каждой из которых дежурило по одной эскадре.
На обеспечение блокады КША затрачивалось множество ресурсов. В первые её годы США несли огромные затраты денег и угля для постоянного содержания своего флота у побережья Конфедерации. Так, в 1862 году каждая из блокирующих эскадр ежедневно требовала 3 000 тонн угля только для того, чтобы пароходы постоянно оставались в боеготовности. Для этого пароходы время от времени заходили в Порт-Ройял. Ещё одной проблемой было то, что часть кораблей США была устаревшей и не могла выдержать непогоду. Тем не менее, блокада устроенная ВМС США имела большой смысл, оказывая огромный негативный эффект на экономику и военные возможности Конфедерации. Практически не имея собственной промышленности, Конфедерация крайне зависела от торговли с Европой, а блокада сократила эту торговлю до небольшого количества товаров, провозимых контрабандой по сильно завышенным ценам. Блокада привела к сильнейшему дефициту товаров в Конфедерации (особенно это касалось товаров промышленного производства), стремительному росту цен, массовому оттоку золотовалютных запасов и, самое главное — серьезнейшим образом затруднила закупки вооружения и военного снаряжения за границей.

## Блокада

### 1861
Блокада была введена распоряжением Линкольна в самом начале Гражданской Войны, в апреле 1861 года. Она рассматривалась как часть «непрямой» стратегии по принуждению Юга к капитуляции, получившей название «план „Анаконда“». Северяне прекрасно знали, что мятежные штаты не располагают значимыми промышленными ресурсами, и не в состоянии снабжать себя сами промышленными изделиями. Ранее такие товары завозили на территорию Конфедерации из промышленно развитых северных штатов; с началом войны, единственным источником промышленных товаров для Конфедерации стал морской импорт из Европы.
Первоначально, эффективность блокады была низкой. Американский флот располагал лишь сравнительно небольшим количеством современных военных кораблей, часть его списочного состава все еще была парусной и вдобавок несколько крупных кораблей были потеряны при захвате южанами Норфолка и Пенсаколы. Имевшиеся в наличии корабли, хотя зачастую и отличались хорошими боевыми характеристиками, предназначались в основном для операций в океане. Так, сильнейшие корабли довоенной постройки — винтовые фрегаты типа «Мерримак» — имели слишком большую осадку, чтобы оперировать на мелководьях побережья Юга, и вдобавок были слишком медлительны, чтобы уверенно догонять и перехватывать быстроходные пароходы. Протяженность блокадной линии — более 5800 километров побережья, включая двенадцать крупных портов и сто семьдесят мелких гаваней — очевидно, превосходила возможности имевшихся в распоряжении сил.
В результате, первоначально блокада была, по сути дела, не более чем официальным запретом иностранной торговли в портах Юга и прерыванием каботажного судоходства. Однако, даже эти несовершенные меры немедленно нанесли мятежным штатам значимый экономический урон ввиду невозможности более свободно вывозить значимые количества хлопка.

### 1865
В начале 1865 года блокада Юга стала практически непроницаемой, во многом благодаря тому, что к этому времени северяне захватили или полностью изолировали большую часть портов Юга. Это позволило высвободить корабли для плотной блокады немногих оставшихся.
Фактически, единственным конфедеративным портом, через который ещё осуществлялась некоторая связь с Европой, оставался Уилмингтон в штате Северная Каролина. Через Уилмингтон шло снабжение армии генерала Ли, защищавшей Ричмонд, и державшейся лишь благодаря тем небольшим военным запасам, которые удавалось доставлять через блокаду.
Стремясь полностью лишить Конфедерацию связи с окружающим миром, федеральный флот принял решение захватить форт Фишер, прикрывающий вход в гавань Уилмингтона. С этой целью 13 января крупная федеральная эскадра подвергла форт интенсивной двухдневной бомбардировке, за которой последовала высадка комбинированных сил армии и морской пехоты, взявших форт Фишер штурмом. Эта крупнейшая в XIX веке амфибийная операция увенчалась полным успехом; после падения форта федеральный флот смог ввести свои корабли в устье реки Кейп-Фир и сделать полностью невозможным проход блокадопрорывателей в Уилмингтон.

## Эффект блокады
Блокада, несмотря на изначальную низкую эффективность, тем не менее, была важным фактором, обусловившим победу северян в Гражданской Войне по целому ряду причин
- Затруднение поставок военного снаряжения — не имея развитой военной промышленности (и практически не имея промышленности вообще), Конфедерация испытывала огромные сложности с вооружением и снаряжением своей армии и флота. Конфедеративное правительство интенсивно пыталось компенсировать нехватку оружия, боеприпасов и снаряжения закупками таковых в Европе, но ввиду блокады, доставка их была крайне затруднена. Так как блокадопрорыватели представляли собой, как правило, небольшие быстроходные суда, на них в порты Конфедерации могло ввозиться только небольшое количество грузов. При этом значительное количество ввозимых военных материалов было перехвачено северянами.
- Прерывание импорта — до войны, на территории штатов Конфедерации имелось очень мало промышленных предприятий, практически не велась добыча железа и меди, было ограничено изготовление товаров народного потребления. По большей части, все промышленные товары либо ввозились с промышленно развитого севера (что стало невозможным с началом войны), либо закупались в Европе. Блокада привела к жестокому дефициту самых разнообразных товаров, включая продовольствие, одежду, инструменты, оборудование и медикаменты, и стремительному росту цен. Собственная промышленность южан, перегруженная военными заказами, не могла справиться с дефицитом, и единственным источником необходимых товаров для населения оставалась контрабанда, провозимая из Европы и продаваемая по спекулятивным ценам.
- Прерывание экспорта — практически все денежные средства правительство Конфедерации выручало от вывоза и продажи хлопка в Европе. Хлопок являлся практически единственным экспортным продуктом Конфедерации; единственным, продажа которого могла приносить денежные средства. Блокада привела к 95 % снижению экспорта хлопка, с 10000000 тюков хлопка за 1858-1860-й до едва-едва 500000 тюков хлопка за 1861—1865[3]. С учетом того, что каждая кипа хлопка, проданная в Европу приносила прибыль порядка 0,125 фунта, общий экономический урон только от невозможности экспорта хлопка составил порядка 1,1 миллиона фунтов стерлингов, без учета прочих последствий.
- Нарушение каботажных операций — территория Конфедерации обладала сравнительно невысокой транспортной связностью. Железных дорог было мало, и кроме того отдельные линии не были связаны друг с другом из-за конкуренции между компаниями. Большая часть транспортных перевозок осуществлялась либо по внутренним речным маршрутам, либо каботажным мореплаванием вдоль протяженного побережья. Блокада закрыла возможности для каботажных перевозок, вынуждая правительство Конфедерации перевозить все грузы и войска сухопутными маршрутами, емкости которых постоянно не хватало. Это повлекло за собой нарушение экономических связей и перегрузило железнодорожную сеть, до крайности затруднив возможности маневра войсками.
- Нейтрализация конфедеративного флота — блокада заперла немногочисленные военные корабли, находившиеся в распоряжении Конфедерации, во внутренних водах. Хотя Конфедерация построила и мобилизовала значительное количество кораблей, все они были разбросаны по отдельным гаваням и не могли выходить в море иначе как с огромным риском.

Как следствие, влияние блокады на ход военных действий было значительным. Блокада не позволяла Конфедерации преодолеть за счет импорта кризис в снабжении вооруженных сил, и вынудила переориентировать практически всю поддающуюся государственному контролю промышленность на военные нужды. Блокада истощала валютные резервы как правительства, так и населения Конфедерации, сведя к минимуму основной источник средств — экспорт хлопка — и спровоцировав постоянный отток валюты вовне в виде оплаты за провозимые контрабандой товары. По мере того, как Конфедерация теряла контроль над своей периферией и бассейном реки Миссисипи, эффект блокады становился все значимей — конфедеративная транспортная система деградировала, возлагая непосильную нагрузку на ограниченные возможности железных дорог. Хотя на территории Конфедерации производилось достаточное количество продовольствия, доставка и распределение такового были затруднены до крайности, что поставило ситуацию во многих местах на грань голода.

### Блокадопрорыватели
Установление блокады спровоцировало появление особой формы контрабандистской деятельности — нелегальный ввоз европейских товаров на территорию Конфедерации.
Как было уже упомянуто выше, из-за слабого развития промышленности на Юге Конфедерация крайне зависела от импорта как военного снаряжения, так и товаров народного потребления, поскольку её собственная промышленность не могла производить в необходимых количествах ни того ни другого. До войны население южных штатов ввозило необходимые ему промышленные товары с севера, а начало военных действий сделало это невозможным. На территории Конфедерации возник острый дефицит промышленных изделий, материалов, медикаментов и даже продовольствия — что, в свою очередь, привело к немедленному и стремительному росту цен на подобные товары. Армия Конфедерации испытывала нехватку оружия, боеприпасов, и снаряжение.
Все это делало экономически весьма выгодной полулегальную деятельность, связанную с провозом через блокаду товаров европейского производства на территорию Конфедерации. Потенциальная прибыль с лихвой перевешивала риск захвата при прорыве мимо блокадных эскадр федералистов.
Схема прорыва блокады была следующей. Промышленные товары и военное снаряжение, произведенные в Европе, доставлялись обычными грузами на территорию европейских колоний в Западном Полушарии. Особую роль в контрабандной торговле с Европой играл порт Нассау на Багамских Островах, где доставленные из Европы грузы перегружались на специальные блокадопрорыватели — небольшие быстроходные пароходы с низким, малозаметным силуэтом. Блокадопрорыватели осуществляли морской переход, за счет своей высокой скорости уклоняясь от встречи с федеральными военными кораблями, и по ночам, в условиях слабой видимости, прокрадывались мимо блокирующих эскадр в порты Конфедерации. Там доставленные товары выгружались и продавались, а блокадопрорыватели загружались хлопком — единственным экспортным товаром Конфедерации — и затем совершали обратный прорыв, вывозя груз хлопка для продажи в европейские колонии.
Деятельность блокадопрорывателей была чрезвычайно выгодна для их владельцев и команды за счет чрезвычайно высоких цен на территории Конфедерации. Так, например, тонна поваренной соли в Нассау стоила 7,5 долларов — в то время как в столице Конфедерации, Ричмонде, цена соли к 1862 году достигла 1700 долларов за тонну. При подобной разнице в ценах, приобретение и снаряжение парохода могли окупиться и принести значительную прибыль его владельцу буквально за один рейс.
Оборотной стороной спекулятивно высоких цен на потребительские товары стало то, что частные владельцы блокадопрорывателей неохотно брались за доставку оружия и военного снаряжения. Емкость блокадопрорывателей была очень ограничена ввиду их небольшого водоизмещения, и владельцы блокадопрорывателей предпочитали ввозить дефицитные товары и предметы роскоши для населения Конфедерации, которые затем продавались на аукционе — чем ввозить военное снаряжение и оружие для правительства Конфедерации, которые продавались по фиксированным ценам.
Самыми важными потребностями южан были порох, оружие, патроны, обмундирование, лекарства, перевязочные средства, а также соль. Как сообщалось в одной из конфедератских депеш, сталь, железо, медь, артиллерия, химические продукты, кислоты и котельное железо являлись предметами, в которых ощущалась крайняя нужда{132}. Из этого не следует, однако же, чтобы то, в чем была особенно сильная потребность, непременно бы и ввозилось. В Нассау фрахтовая плата за тонну достигала 100 фунтов стерлингов золотом, или в три раза больше, чем обычно. Загружать суда тяжелыми предметами не входило в расчет судовладельцев и спекулянтов, они охотнее принимали легкие товары, которые доставляли хороший заработок и легко могли быть погружены. Таким образом, Гобарт-паша ввез тысячи корсетов для дам Юга; другие же ввозили шелк, тонкие полотняные и шерстяные ткани, галантерею, спирт и скобяные товары. Вызывалось это тем, что все привозимое раскупалось нарасхват.
Х. Вильсон «Ironclads in action, 1898»
Деятельность блокадопрорывателей по доставке дефицитных потребительских товаров приводила к стремительному оттоку валюты с территории Конфедерации за границу. Пытаясь воспрепятствовать истощению валютных резервов Юга, правительство Конфедерации с большим запозданием ввело в конце 1864 года законы, запрещавшие спекуляцию и устанавливающие предельные цены на ввозимые товары. Эта акция, верная по сути, сильно запоздала, и вместе с ужесточением блокады в 1864—1865 году привела к стремительному упадку контрабандной деятельности. Большинство владельцев частных блокадопрорывателей, лишившись перспективы получения сверхприбылей от ввоза предметов роскоши, предпочло ликвидировать свой рискованный бизнес, чем ввозить военное снаряжение по фиксированным ценам. К концу войны большинство еще действующих блокадопрорывателей принадлежали либо правительству, либо гражданам Конфедерации.